# Maik Außendorf

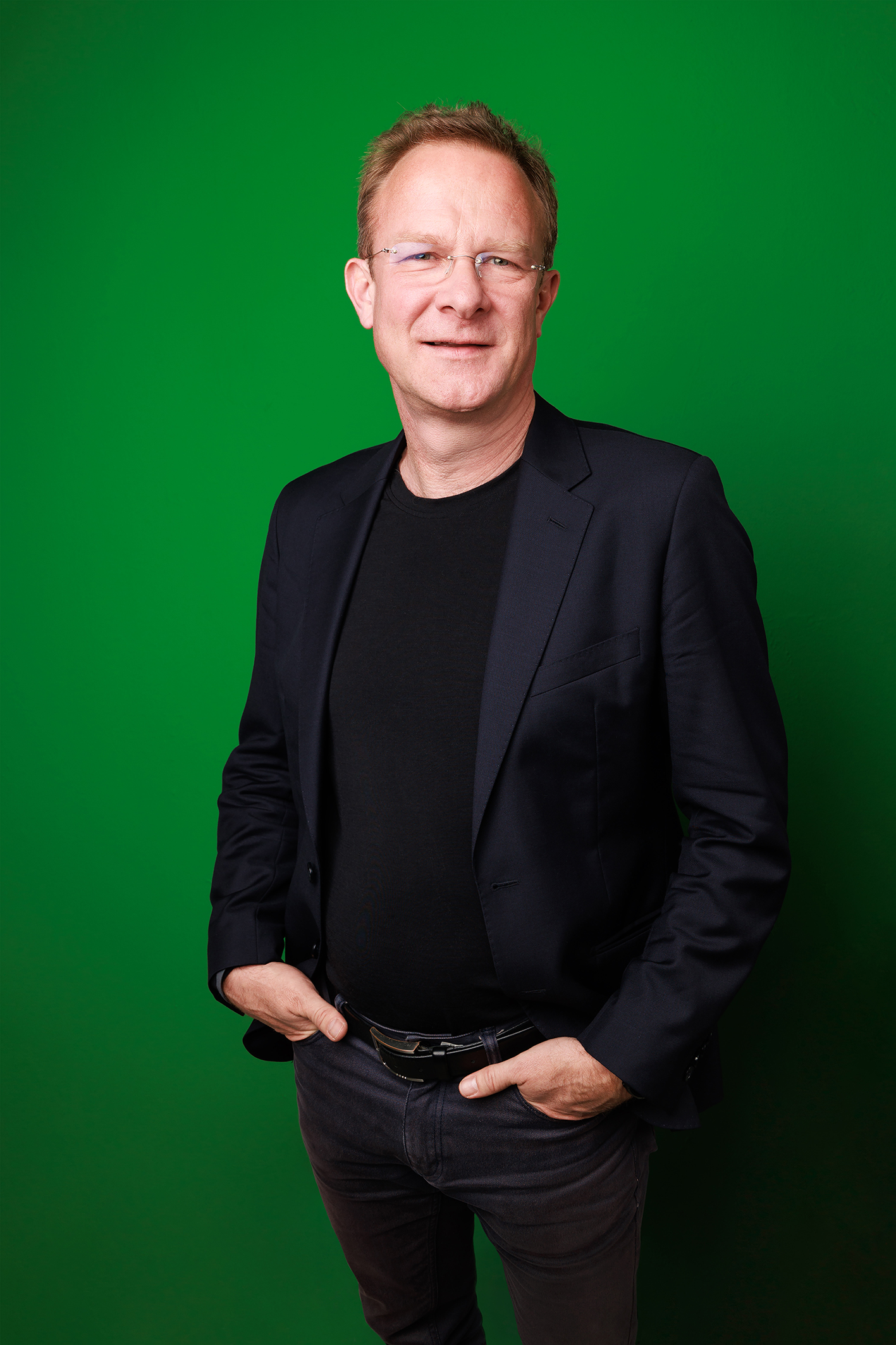
Maik Außendorf, 2024

Maik Außendorf (* 17. August 1971 in Münster) ist ein deutscher IT-Unternehmer und Politiker von Bündnis 90/Die Grünen. Er war Mitglied des 20. Deutschen Bundestages.

## Leben
Maik Außendorf wuchs in Münster auf, machte sein Abitur am Immanuel-Kant-Gymnasium und seinen Zivildienst in der Schwerstbehinderten-Selbsthilfe in Kehl am Rhein. Danach studierte er Mathematik und Informatik in Münster bis zum Abschluss als Diplom-Mathematiker 1998. Seine Diplom-Arbeit handelt von Self-Organizing-Maps, eines speziellen Künstlichen Neuronalen Netzwerks. Während des Studiums engagierte er sich in der Fachschaft Mathematik und diversen Gremien der studentischen Selbstverwaltung.
Außendorf lebt seit 2003 in Bergisch Gladbach, ist verheiratet und Vater von zwei erwachsenen Kindern.

## Beruflicher Werdegang
Seine erste berufliche Station war bei Siemens in Kolumbien. Von 1999 bis 2003 war Außendorf im Rheinland bei der Suse Linux AG zunächst als Consultant für Linux und Open Source basierte IT-Infrastrukturprojekte tätig. Dort war er Mitgründer eines Betriebsrates und Gesamtbetriebsratsvorsitzender einer Tochtergesellschaft, bevor er als Niederlassungsleiter ins Management wechselte. Ab 2004 war er zudem Mit-Gründer und Geschäftsführer von IT-Beratungs- und Software-Firmen im Open-Source-Umfeld, u. a. Bareos. Vor Annahme seines Bundestagsmandates legte Außendorf seine Tätigkeiten als Geschäftsführer nieder und verkaufte im Juli 2024 auch seine Firmenanteile.

## Politik
Außendorf ist seit 2009 aktives Mitglied der Grünen. Von 2010 bis 2014 zunächst als sachkundiger Bürger und Vorstand der Stadtratsfraktion, von 2014 bis 2021 als Stadtratsmitglied in Bergisch Gladbach und dort Sprecher für Verkehr, Wirtschaft und Finanzen seiner Fraktion. Bei der Kommunalwahl 2020 gewann er seinen Wahlkreis Hand-West, wurde Fraktionsvorsitzender im Stadtrat und verhandelte in dieser Position den Koalitionsvertrag des Bergisch Gladbacher Ampelbündnis. Von 2019 bis 2021 war er Sprecher des Kreisverbands Rheinisch-Bergischer Kreis. Von 2014 bis 2022 gehörte er dem Vorstand des Bezirksverbandes Mittelrhein an.
Bei den Bundestagswahlen 2013, 2017 und 2021 kandidierte Außendorf als Direktkandidat im Bundestagswahlkreis Rheinisch-Bergischer Kreis. Bei der Bundestagswahl 2021 erhielt er dort 18 % der Erststimmen und war damit dem CDU-Kandidaten Hermann-Josef Tebroke unterlegen. Über die Landesliste von Bündnis 90/Die Grünen Nordrhein-Westfalen konnte er dennoch in den Bundestag einziehen.
Außendorf war an den Verhandlungen zur Bildung der Ampelkoalition (Kabinett Scholz) in der Arbeitsgruppe Wirtschaft beteiligt. Außendorf war ordentliches Mitglied in den Ausschüssen für Wirtschaft und Digitales sowie des Beirates der Bundesnetzagentur. Er war zudem Sprecher und Leiter der AG Digitales seiner Fraktion.
Als Bundestagsabgeordneter bearbeitete er die Schwerpunktthemen Digitale Infrastruktur, Mittelstandspolitik, Außenwirtschaft und Bürokratieabbau schwerpunktmäßig.
Außendorf kandidierte erneut als Direktkandidat zur vorgezogenen Bundestagswahl im Februar 2025, verpasste jedoch knapp den Einzug über die Landesliste der Grünen NRW und schied in der Folge aus dem Bundestag aus.

## Mitgliedschaften
- Bund für Umwelt und Naturschutz Deutschland e.V. (BUND)
- Deutscher Alpenverein – Sektion Rheinland-Köln (DAV)
- Allgemeine Deutsche Fahrrad-Club e.V. (ADFC)
- netzbegrünung – Verein für grüne Netzkultur e.V. (netzbegruenung)
- Skiclub Girkhausen (Skilanglauf)
- Kölner Eis-Klub (Eisschnelllauf)

## Veröffentlichungen
- Maik Außendorf, Marko Mišanec und Jan Müller: Linux Manger Guide - Was Entscheider über das Betriebssystem und Open Source wissen müssen. Hrsg.: Ben Marx. Suse Press, Düsseldorf/Bonn 2001, ISBN 3-934678-82-3.